# جيمي بارتولوتا
جيمي بارتولوتا (بالإنجليزية: Jimmy Bartolotta)‏ مواليد 27 أكتوبر 1986، هو لاعب كرة سلة أمريكي. بدأ مسيرته الاحترافية في سنة 2009. يبلغ طوله 6 قدم 4 بوصة (1.9 م). لعب مع إس إس فليتشي سكاندون في ليغا باسكيت الدرجة الأولى. اعتزل اللعب في 2012.